# Ђулистански мир
Мировни споразум у Ђулистану (рус. Гюлистанский договор; персијски: عهدنامه گلستان) био је мировни споразум закључен између царске Русије и Персије (данашњи Иран) 24. октобра 1813. у селу Ђулистан (у данашњем Азербејџану) као резултат првог пуног опсега руско-персијског рата, који је трајао од 1804. до 1813. године. Мирни преговори су били подстакнути падом Ланкарана 1. јануара 1813. године.
Споразум је потврдио уступање и укључивање данашњег Дагестана, источне Грузије, већине Азербејџанске Републике и делова северне Јерменије из Ирана у Руско царство.
Текст споразума је припремио британски дипломата сер Гор Оусли, који је служио као посредник и имао је велики утицај на персијском суду. Потписали су га Николај Ртишхев са руске стране и Мирза Абуљ-Хасан-хан Ширази са персијске стране.
Резултат споразума био је да је силом уступи највећи део иранских кавкаских територија, док је директно допринео избијању наредног рата 19. века, односно руско-персијског рата (1826—1828). Према Туркменхајском споразуму који је донет после рата 1826-1828, последње кавкаске територије су биле одузете Ирану, што обухвата данашњу Јерменију и преостали део Азербејџана који је остао у иранским рукама. До 1828. године, Иран је изгубио, кроз Ђулистански споразум и Туркменхајски споразум, све своје раније споменуте интегралне територије у Закавказју и Северном Кавказу. Област северно од реке Арас, међу којима је територија савремених народа Грузије, Азербејџана, Јерменије и Северно-кавкаске Републике Дагестан, била је иранска територија док их није окупирала Русија током 19. века.     

## Руско-персијски рат и позадина споразума
Царска Русија се заклела новом цару, Александру I, 1801. године а царство је желело да контролише суседне територије док је цар био одлучан да се прошири. Неколико година раније у Персији, Фет Али је такође постао нови шах након убиства свог ујака Мухамед хан-Каџара 1797. Мухамед хан-Каџар је током своје владавине поразио и поново подредио све своје непријатеље у регионима данашње Грузије, Јерменије, јужног Дагестана и Азербејџана и тврдио је да подручја припадају Перзији. Досадашњим догађајима, током и након битке за Крцаниси 1795. године, он је повратио потпуну контролу над источном Грузијом, Дагестаном, Јерменијом и Азербејџаном. Неколико година касније, након што је убијен и Ага Мухамед Кан у Шуши, Русија је ушла и ухватила тренутак како би прикључила источну Грузију, дозвољавајући неограничено путовање и трговину између региона и Русије. . Персија је 1801. покушавала да се усклади са Француском како би се боље позиционирала у случају рата с Русијом, али су ти покушаји пропали. Иронично, како су и Русија и Британија тренутно биле укључене у наполеонске ратове, Фат Али Шах је уместо тога посредовао у договору с Британијом која је Персији пружила војну подршку од британских трупа у замену за спречавање уласка било које европске земље у Индију. Са савезом, Персија је ушла у први руско-персијски рат против војно пред окупиране Русије, која је била заузета Наполеонским ратовима.
Иако је Персија ушла у рат углавном ради поновног успостављања контроле над Грузијом и да би осигурала заштиту својих северозападних граница, Фат Али Шах је чуо о злочинима које су починили руски команданти у Грузији где су команданти владали „масовним“ изнуђивањима и лошим управљањем ”.
Нумерички, персијске снаге су имале значајну предност током рата: однос од 5 на 1 у односу на њихове руске противнике. Међутим, персијске снаге су биле технолошки унатраг и слабо обучене - проблем који персијска влада није препознала до много каснијег тренутка. Упркос овим отежавајућим недостацима, борбе су се наставиле у северној Персији, Азербејџану и у регионима Грузије. Персија је била толико љута на Русију да је прогласила џихад, тражећи од њеног народа да се уједини како би се борили у рату. Персија је заправо губила рат и тражила војну и финансијску помоћ од француског Наполеона (са којим су имали Француско-персијски савез), који је обећао да ће пружити француску подршку у вези са амбицијама Ирана да поврати недавно изгубљену територију Грузије, Односи Француске с Русијом били су важнији након што су две земље 1807. године потписале Тилзитски мир, што је резултирало тиме да је Француска напустила Персију без помоћи. Битка за Асландуз 31. октобра 1812. била је прекретница у рату, која је довела до потпуног уништења персијске војске, остављајући Фата Али Шаха без икакве друге могућности осим да потпише Ђулистански споразум.
„Чак и када владари на висоравнима нису имали средства да изврше сувереност изван Араса, суседни канати су још увек сматрани иранским зависностима. Наравно, управо су ти канати који су се налазили најближе покрајини Азербејџан најчешће покушавали да поново наметну ирански суверенитет: канат Ериван, Нахчиван и Карабах преко Араса и Тиски канадски каш, са административним седиштем у Ланкарану. Изван Каранага, Кана Гања и Вали Гурјистан, иако мање приступачни за потребе принуде, такође су сматрани шаховским вазалима, као и ханови Шаки и Ширван, северно од реке Куре. Контакти између Ирана и Каната у Бакуу и Куби, међутим, били су слабији и састојали су се углавном од поморских комерцијалних веза са Анзали и Раштом. Делотворност ових донекле насумичних тврдњи о суверенитету зависила је од способности одређеног Шаха да осети његову вољу и одлучности локалних ханова да избегавају обавезе које сматрају штетним."

## Услови споразума
По споразуму:
1. "Русији је овим потврђен посед свих каната - Карабаг, Ганђа, Шекен, Ширван, Дербенд, Коуба и Баку, заједно са делом Талиша и тврђаве Ланкаран. Персија је напустила Дагестану, Грузији, Мегрелију, Имеретију и Абхазију. "
2. Ове земље укључују територије: Мегрелија, Имеретија, Гурија, Баку канат, Абхазија, Ширван и Дербен канат, Карабах канат, Ганџа канат, Шаки и Куба канат.
3. Иран губи сва права за пловидбу Каспијским морем, а Русија добија ексклузивна права за постављање своје војне флоте у Каспијско море.
4. Обе земље се слажу око успостављања слободне трговине, при чему Руси имају слободан приступ пословању било где у Ирану. (Ирану се такође даје потпуни и слободан трговински приступ Русији, али обе земље морају платити 5% од пореза на било коју ставку која се увози у сваку поједину земљу, што значи да се сматра лаком увозном / извозном таксом. )
5. Русија заузврат обећава да ће подржати Абаса Мирзу као наследника персијског трона након смрти Фат Али Шаха.

## Процена
Чак и до данас, Иран званично види овај и следећи споразум као један од његових најнеугоднијих уговора икада потписаних. Иранци сматрају да је споразум главни разлог зашто се Фат Али Шах сматра једним од најкомпетентнијих иранских владара по сећању. Стручњаци у Азербејџану истичу да је Карабах канат, где је потписан споразум, водио независну спољну политику још 1795. године, када је "Ибрахим Калил Кан, вазал Карабаха, у страху за своју независност, упозорио султана Селима III.
Руски царски историчари су тврдили да је руска апсорпција транскавкаских територија испоручивала своје становништво од сталних иранских и османских инвазија, а хришћански народи Кавказа ослобођени су муслиманске репресије, увођењем година мира и релативне економске стабилности.
Од суштинског значаја за потписивање уговора био је споразум који је Фат Али Шах склопио са Британијом. Својим поразом у руско-персијском рату, шах је схватио да је још један напад Руса близу неизбежног. Велика Британија је рат сматрала непобедивим за Персијце и користила је то за јачање својих спољних послова. Користећи своје нове дипломатске везе са Британцима, Персија је 1812. године успоставила Уговор о одбрамбеном савезу. Било је обећано да ће Британија "понудити одбрамбени савез против даљих руских напада". У суштини су постојали услови у којима се наводи да ће Персија пружити одбрану од било које европске војске у уласку у Индију (која је стационирала већину британских војника), а заузврат ће Британија пружити војну и финансијску помоћ у случају још једног руског напада.
Споразум није одговорио на витална питања као што је да ли ће се персијска војска разоружати или бити у стању да се прегрупише. Обе стране су знале да ће Персија поново ударити зато што сматрају да су региони с правом њихова и да су бесни због тога што је Русија поступала према земљи и људима. Рат је постајао све скупљи у смислу трупа и финансија, тако да је споразум из Ђулистана довео до вишедеценијског мира (1813–1826) између Русије и Персије, углавном због клаузуле о трговини: обе владе су виделе велики потенцијал и користили га у своју корист. Сталне дипломатске мисије успостављене су у Персији, као и у Русији, како би трговина живела што је дуже могуће. Међутим, то је био период напете стабилности, пошто су обе земље схватиле да је споразум написан веома нејасно и да ништа не пише о одредбама за војску, углавном да спречи Персију да покуша да поврати регионе Грузије или Кавказа, остављајући тако отворене области могућност будућег рата. Врло је вероватно да ни ирански шах ни цар нису сматрали да је споразум Ђулистана коначан.
Иран је изгубио све територије северно од реке Арас, укључујући Дагестан, целу Грузију и делове Јерменије и Азербејџана. (...) Шах је такође предао иранска права за пловидбу Каспијским морем и доделио Русији ексклузивна права за одржавање војне флоте тамо, уз капитулативна права за трговину унутар Ирана. Русија је заузврат обећала да ће подржати престолонаследника Абаса Мирзу као наследника иранског трона. Након катастрофалног руско-иранског рата 1804-1813, иранско руководство сматрало је да је Ђулистански споразум више примирје које је дозволило Ирану да се прегрупише. (...) Наставак руског задирања у јужне кавкаске територије, као и злостављање муслиманског становништва, озбиљно су оптеретили руско-иранске односе. Генерал Алексеј Јермолов, нови руски командант на Кавказу, поделио је исто мишљење са својим претходником Цицијановим према Азији и посветио се рату као средству за постизање политичких циљева Русије. У мају 1826. године, Русија је заузела Мирак, у еријанском канату, кршећи Уговор из Ђулистана, што је изазвало следећи и коначни напад.
Британско посредовање омогућило је обема странама да преговарају о мировном споразуму који је потписан 14. октобра 1813. у селу Ђулистан. Иран је изгубио многе кавкаске покрајине, укључујући Карабах и Ганџу, Ширван и Баку, Грузију и делове Талиша. Ниједној другој власти осим Русије није била дозвољена пловидба ратним бродовима на Каспијском мору. Ова одредба оставила је персијске обале рањивим на руски напад. Споразум се бавио и трговинским питањима и успостављањем сталних дипломатских мисија. Можда су најопасније одредбе Ђулистанског уговора биле оне које су обећавале руско признање и подршку легитимног наследника персијског трона и оних који су оцртавали границу између две државе. Ове одредбе су биле толико нејасне да су могле довести до погрешног тумачења и конфликта.

## Претеча Другог руско-персијског рата 1826-1828.
Споразумом из Ђулистана остављена је могућност отварања конфликта између двеју земаља, што је од почетка било слабо вероватно. Главни приоритет Русије пре рата био је да се усредсреди на ратове који се воде са Наполеоном, што објашњава мали број војника који су посвећени Руско-Персијском рату. Споразум из Ђулистана био је углавном начин да обе земље предахну  како би се руско-персијски рат могао окончати и они би могли да се фокусирају на друга важнија питања. Након потписивања Споразума, Персија је поново почела брзо да гради своју војску, пошто је Фат Али Шах био потпуно посвећен повратку изгубљених територија Фат Али Шах је наредио свом војном команданту, Абасу Мирзи, да почне да групише трупе 1823. године, три године пре другог руско-пердијског рата века, што је три пута више војне припреме него што је било у првом рату. Свештенство у Персији такође је јавно објавило да џихад против Русије није завршен. Године 1826, Персија је поново напала територије изгубљене од Русије (са Британцима који су подржавали Персијанце). Други руско-персијски рат трајао је две године, а Персија је изгубила 35.000 војника док је 8.000 изгубила Русија. Лоше је наступала у рату, те је и изгубила рат, што је довело до потписивања Туркменхајског споразума, што је резултирало губитком модерне Јерменије и преосталих делова савременог Азербејџана.